# マケドニア社会主義共和国

民主連邦マケドニア（1944年 - 1946年）
マケドニア民主共和国（1946年 - 1963年）
マケドニア社会主義共和国（1963年 - 1991年）
Демократска Федерална Македонија (マケドニア語)
Народна Република Македонија (マケドニア語)
Социјалистичка Република Македонија (マケドニア語)

国歌: Денес над Македонија（マケドニア語）
今日、マケドニアの上に
SFRユーゴスラビアにおけるSRマケドニアの位置

マケドニア社会主義共和国（マケドニアしゃかいしゅぎきょうわこく、マケドニア語: Социјалистичка Република Македонија / Socijalistička Republika Makedonija）は、ユーゴスラビア社会主義連邦共和国の構成国であり、社会主義国である。1990年に議院内閣制に移行されると、1991年には国名はマケドニア共和国に変更され、さらに1991年9月8日には独立を宣言してマケドニア共和国（現在の北マケドニア共和国）となった。

## 歴史
現代のマケドニア国家は民主マケドニアの呼称で1944年8月2日、オスマン帝国に対するイリンデン蜂起（Ilinden Uprising）の記念日に、マケドニア人民解放反ファシスト会議（ASNOM）の初会合にて建国が宣言された。この日は「第2のイリンデン」として、第二次世界大戦からのマケドニアの解放を記念する日となっている。この日付は、マケドニア人にとって初の彼ら自身による自由な国家が誕生した日として祝福されている。
1945年、国名をマケドニア人民共和国へと変更した。1946年、公式にマケドニア人民共和国は、ユーゴスラビア連邦人民共和国の構成国である議会制の共和国とされた。しかしながら、多くの人々は連邦に反発し、また別の人たちは連邦からのより大きな自治権を要求した。彼らは訴追された。彼らに対する粛清の犠牲者の中には、マケドニア人民共和国の初代大統領メトディヤ・アンドノフ＝チェント（Metodija Andonov-Čento）もいた。1963年、国名はマケドニア社会主義共和国へと改められた。

### 地位
この間、マケドニアは独立国ではないものの、国家としての地位を持つことになった。マケドニアは独自の憲法を持ち、評議会、政府、議会、公用語、国章、内務省、マケドニア正教会、マケドニア科学芸術アカデミーなど、マケドニア独自の組織が次々生まれた。さらに、マケドニア社会主義共和国は独自の領土防衛軍（マケドニア語:Територијална одбрана / Teritorijalna odbrana）や、外務局も持った。
少数民族の権利は憲法により保障された。マケドニアを統治する政党はマケドニア共産主義者同盟（Сојуз на комунистите на Македонија / Sojuz na komunistite na Makedonija）であった。

### 変遷
1990年、政治体制は平和的に変更され、社会主義国から議院内閣制へと移行された。初の複数政党制の選挙は1990年11月11日に行われた。選挙の後、評議会議長ヴラディミル・ミトコフ（Vladimir Mitkov）を首班とする評議会体制は解体され、1991年1月27日、キロ・グリゴロフ（Kiro Gligorov）がマケドニア社会主義共和国で民主的に選ばれた初の大統領となった。1991年4月16日、議会は憲法改正を可決し、国名から「社会主義」の語が取り外され、6月7日には国名はマケドニア共和国へと改称された。ユーゴスラビア崩壊に伴って、マケドニア共和国は1991年9月8日に独立を宣言した。国名をめぐるギリシャとの対立を経て、2019年2月12日には国名を北マケドニア共和国に改めた。
独立国となった北マケドニア共和国は、マケドニア社会主義共和国の法的な継承国家である。

### マイノリティーの旗

?アルバニア人の旗
?イタリア人の旗
?ウクライナ系人・ルシン人の旗
?チェコスロバキア人の旗
?ドイツ人の旗
?トルコ人の旗
?ハンガリー人の旗
?ブルガリア人の旗